# 亀山公園 (京都市)
亀山公園（かめやまこうえん）は、京都府京都市右京区嵯峨亀ノ尾町にある公園。正確には京都府立嵐山公園の一部（亀山地区）であるが、公園内の高台に亀山天皇を含む3天皇の火葬塚にちなんで、亀山公園と通称される。周辺はいわゆる嵐山地区であり、四季を通じて観光客が多く、特に桜と紅葉の季節は賑わう。小倉山の南麓に位置し、東隣は天龍寺、北隣は大河内山荘があり、嵯峨野めぐりのルートのひとつにもなっている。
嵯峨野観光鉄道嵯峨野観光線のトロッコ嵐山駅が近く、園内の展望台からトロッコ列車の走行を含め保津川の風景を見ることができる。また、亀山公園北端には小倉山山頂へ続く整備されていない登山道への入口がある。

## 記念碑

### 「雨中嵐山」詩碑
保津川に面した公園の南の入り口に中華人民共和国の国務院総理を務めた周恩来が、京都留学中に嵐山で作ったと言われる「雨中嵐山」の詩を刻んだ石碑がある。中国の要人が関西を訪問した際にこの碑を訪れることが多く、中国人観光客の訪問も多い。
2010年9月27日に、この石碑に、ペンキがかけられているのが見付かった。「尖閣諸島中国漁船衝突事件」や、中国でのフジタ社員拘束問題との関連性が指摘されており、京都府警が捜査を行っているが、石碑の設置者である「周恩来総理記念詩碑建立委員会」は、問題が大きくなることを恐れてか、被害届の提出を見送るとしている。

### 角倉了以像
詩碑に程近い場所に角倉了以像がある。現在の像は2代目で、1代目の像は大正元年に建立され、戦時中の資材供出で撤去された。現在の像は1988年に地元の有志が設置したものである。
三条京阪の高山彦九郎像、円山公園の坂本龍馬像と並んで「京都三大銅像」の一つとされている。

### 小倉百人一首文芸苑
小倉百人一首の歌碑のうち、亀山公園内には拾遺和歌集11首・古今和歌集24首・後拾遺和歌集14首の合計49首分が設置されている。
拾遺集 :  柿本人麻呂,元良親王,貞信公,右近,平兼盛,壬生忠見,権中納言敦忠,中納言朝忠,謙徳公,恵慶法師,右大将道綱母  以上11首
古今集 :  猿丸大夫,阿倍仲麻呂,喜撰法師,小野小町,参議篁,僧正遍昭,河原左大臣,光孝天皇,中納言行平,在原業平朝臣,藤原敏行朝臣,素性法師,文屋康秀,大江千里,菅家,源宗于朝臣,凡河内躬恒,壬生忠岑,坂上是則,春道列樹,紀友則,藤原興風,紀貫之,清原深養父  以上24首
後拾遺集 :  清原元輔,藤原義孝,藤原実方朝臣,藤原道信朝臣,和泉式部,大弐三位,赤染衛門,清少納言,左京大夫道雅,権中納言匡房,相模,三条院,能因法師,良暹法師  以上14首

## 展望台
桂川より標高差約40mの位置に展望台があり、嵐山と小倉山に挟まれた谷間に保津川（保津峡）が一望できる。保津川を挟んだ対岸の切り立った岩場には、角倉了以ゆかりの千光寺大悲閣が見える。

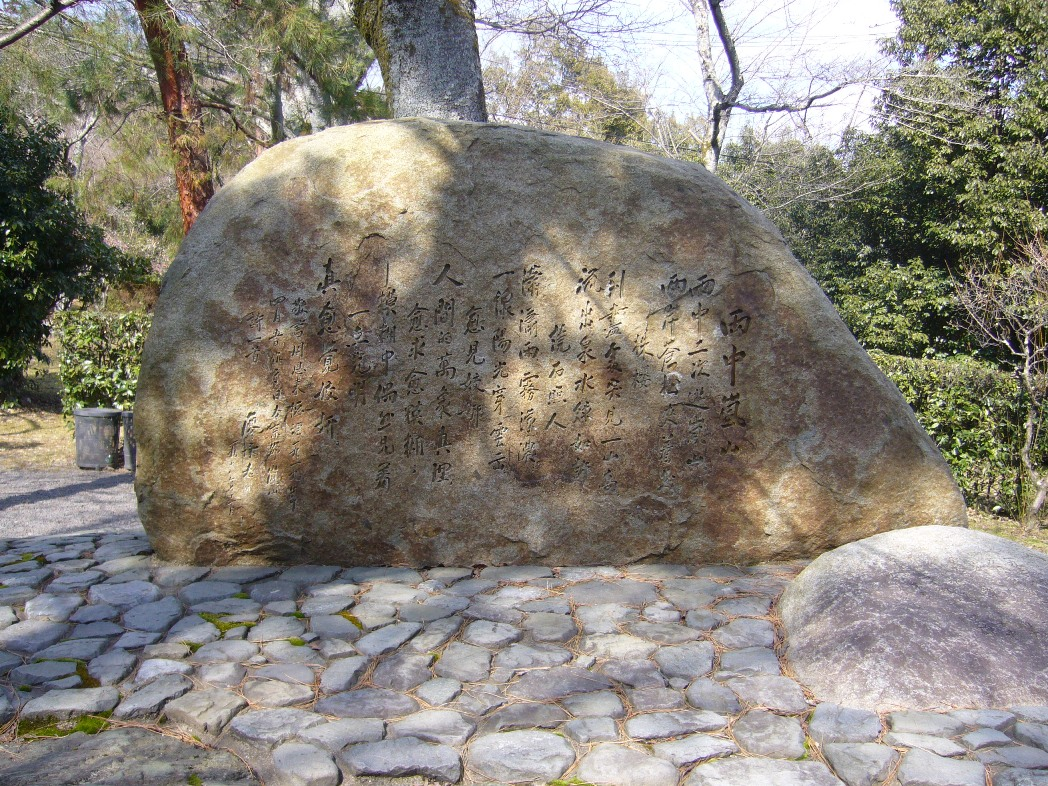
周恩来「雨中嵐山」詩碑
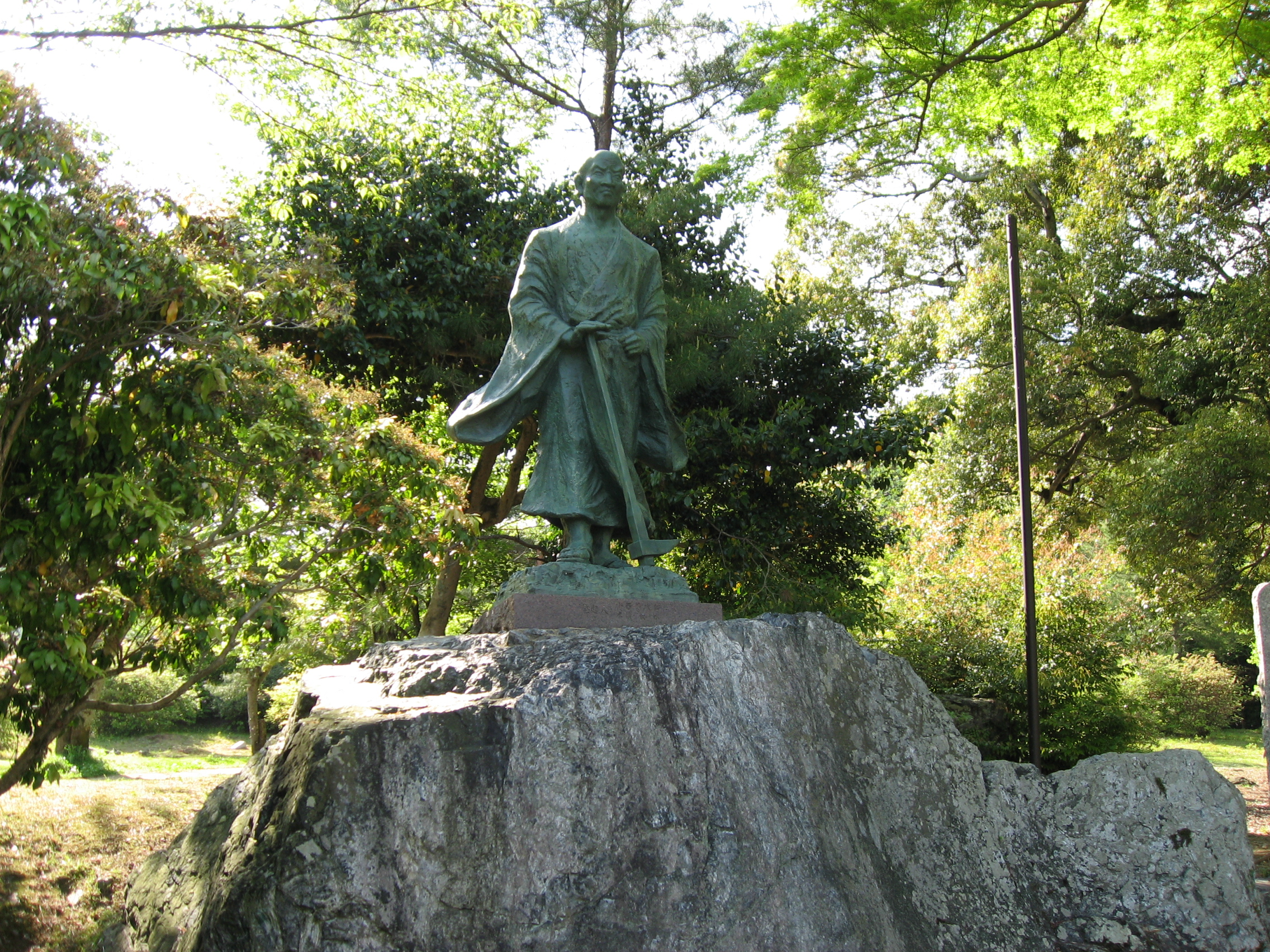
角倉了以像